# Приключения капитана Донки
«Приключе́ния капита́на До́нки» — комедийный графический роман в трех частях Владимира Сакова: «Приключения капитана Донки в аду», «Приключения капитана Донки в раю» и «Приключения капитана Донки: продолжение».

## История издания
«Приключения капитана Донки в аду» впервые опубликована в 1990 МП «УФЛЕКУ» (тираж 500.000 экз. — однотомник и 500.000 экз. — в виде двухтомника). «Приключения капитана Донки в раю» впервые опубликована в 1991 МП «УФЛЕКУ» (тираж — нет данных). «Приключения капитана Донки» — первое многотомное комикс-издание в СССР и постсоветском пространстве.
В 2008 году начались реставрационные работы над графическим материалом для выпуска коллекционного издания комикса, в которое должны войти все три части. Издание планировалось выпустить Владимиром Саковым и продюсером Мунтяном Павлом через год. Пришлось рисовать с нуля и восстанавливать различные по трудоёмкости процессы, работы затянулись, сроки публикации неоднократно переносились.
В 2011 году обнародована договорённость о сотрудничестве c фестивалем «КомМиссия» о совместном перевыпуске книги. В ноябре 2012 года комикс «Приключения капитана Донки» издан анимационной студией Toonbox и поступил в продажу. Спустя 23 года с момента замысла и 22 года с момента первой публикации, в поддержку культурно-публицистической инициативы создан ресурс для освещения «Приключений капитана Донки».

## Сюжет

### Часть 1. Донки в Аду
Внезапно к обычному полицейскому капитану Донки (полное имя Донквил) является Господь и Дьявол. После непродолжительной схватки Дьявол уносит Донки в ад в город Дит и показывает его устройство. По мнению Дьявола, грядёт Величайший Апокалипсис, когда Бог отважится на решительные действия и затопит Ад. Дьявол по понятным причинам тому противится и предлагает Донки выкрасть Правдителя Сермяжного. Потерявшись в аду, Донки знакомится с Танталом и договаривается о каком-то хитром плане. При этом Тантал раскрывает Донки глаза на устройство мира и рассказывает о вселенской службе Добра и Зла. Как записано в книге Судеб, героя ждёт пуля в лоб. Смерть уже собирается к нему навстречу, очарованная капитаном Донки. Параллельно этому Сизиф устраивает в Аду переворот и становится главным революционным вождём Ада. В результате капитан отправляется на Небеса, куда за компанию сбегает с ним и Сизиф.

### Часть 2. Донки в Раю
На небеса Сизиф и Донки попадают в самый неподходящий момент, когда их должна посетить Святая Ревизия. Герои знакомятся с удивительными существами слонопятеками и жителями Венеры тапизюхами. После резких перемещений их захватывает Орёл, полностью состоящий из душ, и даже пытается проглотить Сизифа и Донки. И тут Сизиф выкручивается и бьёт Орла в точку сборки, чем провоцирует взрыв.

## Персонажи
- Капитан Донки
- Господь
- Дьявол
- Харон
- Смерть
- Сизиф
- Тантал
- Миктлантекутли
- Апостол Павел
- Варнава
- Данте
- Карлос Кастанеда

## Художественные особенности
- В главных героях можно легко распознать популярных Анискина и Пронина.
- Строение ада и рая взято из «Божественной комедии» Данте.